# Джайлз Флетчер
Джильс (Джайлз) Флетчер (англ. Giles Fletcher, the Elder; близько 1548, Вотфорд, графство Гартфордшир — 1611, Лондон) — англійський поет, літератор (мемуарист), член парламенту та дипломат, посол Англії на Московії у 1588—1589 роках.

## Життєпис
Походив з сім'ї церковнослужителя. Навчався в Ітонському коледжі та Королівському коледжі Кембриджа, отримавши ступені доктора цивільного права та магістра теології.
Їздив з дипломатичними дорученнями до Шотландії, Німеччини, Нідерландів.
1588 року відряджений королевою Єлизаветою І у Московію добиватися розширення привілеїв Московської торговельної компанії. Однак дипломатична місія Флетчера в Московію закінчилася повним провалом.
У 1610 році Флетчер був найнятий для переговорів з Данією від імені купців Східної компанії (Eastland Company).
Про свої враження від Московії Флетчер залишив твір з оригінальною назвою «Of the Russe common wealth. Or, Maner of gouernement of the Russe emperour, (commonly called the Emperour of Moskouia) with the manners, and fashions of the people of that countrey». — London: T.D. for Thomas Charde, 1591. (Російська співдружність націй. Або манера керування російського імператора, (зазвичай називається імператором Московії) з манерами і звичаями жителів цієї країни. — Лондон, 1591, перший російський переклад — Женева, 1867). У своїй праці він описав природні умови і державний лад Московії, а також побут, звичаї різних верств суспільства. Твір Флетчера — один з найбільш детальних і всебічних серед творів іноземців про Московію XVI століття.
Деякі повідомлення Флетчера (наприклад, цифрові дані про склад бюджету Московії тощо) унікальні і важливі. Флетчер з високою точністю зобразив московські порядки — реалістично і критично відгукувався про тиранію московського царя тощо.

## Описи московитського суспільства
«Що стосується їхніх якостей та способу життя, то вони володіють хорошими розумовими здібностями, не маючи, проте, тих засобів, які є в інших народів задля розвитку їхніх обдарувань вихованням та наукою… Спосіб їх виховання (чужий щодо будь-якої ґрунтовної освіти та громадянськості) визнається їхньою владою найкращим для їхньої держави й найбільш відповідним їхньому способу правління, який народ навряд чи став би терпіти, якби отримав якусь освіту й краще уявлення про Бога, так само як й гарний устрій».
У своїй книзі, наприкінці історичного нарису, згадуючи правління Івана Грозного Флетчер спрогнозував настання смутних часів на Московщині: «Настільки низька політика та варварські вчинки (хоч вже й припинилися) так вразили всю державу й настільки спричинили загальне ремствування й непримиренну ненависть, що, мабуть, це має закінчитися не інакше як загальним повстанням».